# You Put a Move on My Heart
"You Put a Move On My Heart" är en Grammy Award-nominerad ballad framförd av den kanadensiska R&B-sångerskan Tamia, komponerad av Rod Temperton för den amerikanska musikern Quincy Jones studioalbum Q's Jook Joint utgivet 1995.  
I låten sjunger framföraren om en djup förälskelse. Spåret släpptes som den ledande singeln från Qunicy Jones album under det sista kvartalet av 1994. Balladen blev Tamias debutsingel. ”You Put a Move On My Heart” hade dessvärre nästintill obefintlig framgång på USA:s singellista Billboard Hot 100 där den klättrade till en 98:e plats. Låten hade större framgång på R&B-marknaden med en 16:e plats på Billboards Hot R&B/Hip-Hop Songs. 
År 1997 nominerades låten till en Grammy med utmärkelsen ”Best Female R&B Vocal Performance”

## Bakgrund
År 1994 träffade Quincy Jones den aspirerande sångerskan Tamia på en fest. Hon fick tillfälle att sjunga för honom. Några veckor senare ringde Jones upp Tamia och erbjöd henne att spela in ett albumspår till sitt kommande album. ”Quincy ringde upp min agent och förklarade att han hade en låt som han ville att jag skulle höra.” Berättade Tamia i en intervju med Jet Magazine och fortsatte; ”Jag älskade låten och fick komma ner till hans studio för att spela in den.” Efter att ha spelat in spåret, ”You Put a Move on My Heart”, erbjöds Tamia ett skivkontrakt av Quincy som även blev sångerskans mentor. Balladens handling cirkulerar kring framförarens nya kärlek. Jones förklarade i en intervju att han valde låten till Tamia för dess ”kraftfulla men också sensuella karaktär” som skulle ge henne chansen att få utforska utbudet av känslor som låten krävde. ”You Put a Move On My Heart” gavs ut som skivans ledande singel under det sista kvartalet av 1994. Inför singelreleasen förklarade sångerskan i en intervju; ”Jag är väldigt, väldigt smickrad. Som en ny artist känner jag att det nästan är för mycket att hantera. Att ens vara på samma skiva som Ray Charles och Stevie Wonder är en heder.”

## Musikvideo
Musikvideon för singeln regisserades av Matthew Rolston. Medverkar gör Quincy Jones, Tamia och musikproducenten Babyface. Videon är enkel och utspelar sig på få olika platser. I dess första scener syns Jones i en inspelningsstudio medan Tamia kliver in i en futuristisk glaskapsel. Därifrån framför hon låten och får också direktiv från Quincy via en hörsnäcka. När första refrängen är slut upplöses sångerskan och svävar iväg till en annan plats där scenerna visas i svartvitt. Härefter skiftar musikvideon mellan de två olika platserna. Mot dess slut kliver även Babyface in i glasburen.

## Kommersiell prestation
”You Put a Move On My Heart” presterade mediokert på USA:s singellista Billboard Hot 100. Singeln debuterade på en 98:e plats på listan den 30 december 1994. Låten kvarhöll placeringen i ytterligare två veckor men misslyckades i sin fjärde vecka att klättra högre, utan tappade istället två placeringar innan den föll ur topplistan den 20 januari 1995. Tamias debutsingel hade betydligt större framgångar inom R&B-formatet. Singeln debuterade på Billboards förgreningslista Hot R&B/Hip-Hop Songs den 21 oktober 1995. Under september klättrade balladen uppför listorna och nådde till slut sin topp-position; en 16:e plats. Under första kvartalet av 1996 tappade låten successivt publik och föll ur listan den 23 mars samma år. Sammanlagt tillbringade låten tjugotre veckor på listan.
År 1997 nominerades ”You Put a Move On My Heart” till en Grammy Award med utmärkelsen ”Best Female R&B Vocal Performance”.

## Format och innehållsförteckningar
- Amerikansk Maxi-singel

1. "You Put a Move On My Heart" (Album Version)
2. "You Put a Move On My Heart" (Radio Edit)
3. "You Put a Move On My Heart" (Remix)
4. "You Put a Move On My Heart" (Instrumental)
5. "Slow Jams" (Album Version)

- Amerikansk CD-singel

1. "You Put a Move On My Heart" (Album Version)
2. "You Put a Move On My Heart" (Radio Edit)

## Listor
| Listor (1994)                     | Topp position |
| --------------------------------- | ------------- |
| Amerikanska Billboard Hot 100     | 98            |
| Amerikanska Hot R&B/Hip-Hop Songs | 16            |

## Cover versioner
- År 2010 spelade den amerikanska R&B-sångerskan Jennifer Hudson in en cover på låten till Quincy Jones samlingsalbum Q: Soul Bossa Nostra. Den nyare versionen är i snabbare takt än originalet.[5]